# Michael Tommy
Michael Tommy, detto Mike (Ottawa, 4 ottobre 1963), è un ex sciatore alpino canadese.

## Biografia
Slalomista puro originario di Wakefield, Michael Tommy proviene da una famiglia di grandi tradizioni nello sci alpino: era nipote di Fred ed è padre di Mikaela, a loro volta atleti di alto livello. Debuttò in campo internazionale in occasione dei XIV Giochi olimpici invernali di Sarajevo 1984, dove non completò la gara; in Nor-Am Cup nella stagione 1985-1986 vinse la classifica di specialità e ai XV Giochi olimpici invernali di Calgary 1988, sua ultima presenza olimpica nonché congedo agonistico, non completò nuovamente lo slalom speciale. Non ottenne piazzamenti in Coppa del Mondo né ai Campionati mondiali. 

## Palmarès

### Nor-Am Cup
- Vincitore della classifica di slalom speciale nel 1986[senza fonte]

### Campionati canadesi
- 2 medaglie (dati parziali)
  - 2 ori[3] (slalom gigante nel 1983; slalom speciale nel 1984)